# Charles Carmichael Lacaita
Charles Carmichael Lacaita (1853 – 1933) è stato un botanico e politico britannico di origine italiana.
Figlio dell'uomo politico pugliese Sir Giacomo Lacaita e di Maria Clavering Gibson-Carmichael figlia di Sir Thomas Gibson-Carmichael. Studiò al Balliol College di Oxford, nel 1885 fu eletto al Parlamento britannico.
Al suo nome sono state dedicate numerose specie tra cui Cirsium lacaitae e Ophrys lacaitae.